# 下鴨生駅
下鴨生駅（しもかもおえき）は、福岡県嘉麻市鴨生にある、九州旅客鉄道（JR九州）後藤寺線の駅である。駅番号はJJ03。かつては漆生線が接続していた。
平成の大合併により2006年（平成18年）3月27日に誕生した嘉麻市の唯一の駅であるが、JTB時刻表には代表駅として記されていない。

## 歴史
- 1916年（大正5年）2月1日：筑豊本線の貨物支線（上三緒 - 漆生）上に赤坂駅（あかさかえき。貨物のみ扱い）として開設[1][3][2]。
- 1920年（大正9年）5月10日：芳雄 - 漆生間・上三緒 - 筑前山野間で旅客輸送を開始、漆生線と名乗る。当駅も旅客扱いを開始[3]。
- 1926年（大正15年）7月15日：九州産業鉄道（後の産業セメント鉄道）船尾 - 赤坂炭坑間が開業し、国鉄と九州産業鉄道との接続駅となる[3][2]。
- 1943年（昭和18年）7月1日：産業セメント鉄道が戦時買収により国有化される。漆生線の新飯塚 - 赤坂間と上三緒 - 筑前山野間を後藤寺線に編入。当駅も漆生線から後藤寺線の駅となる[4]。
- 1945年（昭和20年）6月10日：当駅 - 赤坂炭坑間の貨物支線を廃止し、当駅構内に併合[5]。
- 1956年（昭和31年）12月20日：駅名を赤坂駅から下鴨生駅に変更[1][3]。
- 1966年（昭和41年）3月10日：漆生線漆生 - 下山田間（実質は嘉穂信号場まで）が開業（漆生線全通）[2]。
- 1974年（昭和49年）3月5日：貨物扱い廃止[6]。業務委託駅となる[7][8]。
- 1984年（昭和59年）2月1日：駅員無配置駅となる[9][10]。
- 1986年（昭和61年）4月1日：漆生線廃止[3]。
- 1987年（昭和62年）4月1日：国鉄分割民営化によりJR九州に継承[11]。
- 1999年（平成11年）3月13日：後藤寺線ワンマン運転開始[12]。

## 駅構造
島式ホーム1面2線を有する地上駅。ホームへの移動は構内踏切を介して行われる。かつてはさまざまな線路（漆生線、赤坂炭鉱貨物支線など）が放射状に伸びる貨物のターミナル駅であった。後藤寺線内では唯一の交換可能駅で、1994年（平成6年）までは交換のための要員が配置され直営駅であった。交換自動化(スプリングポイントの設置)に伴い無人駅となり、2004年（平成16年）には独特の形状をした駅舎も取り壊され、旧駅舎に掲げてあった駅名標のみが設置されている。同駅は福岡県内のJR線で最後のタブレット交換駅だった。ポイントは新飯塚寄りと田川後藤寺寄りの何れも右分岐が定位となっており、当駅では通例とは逆に右側通行で列車交換が行われる。
近距離きっぷの自動券売機が設置されている。

### のりば
| のりば | 路線     | 方向 | 行先           |
| ------ | -------- | ---- | -------------- |
| 1      | 後藤寺線 | 上り | 田川後藤寺方面 |
| 2      | 後藤寺線 | 下り | 新飯塚方面     |

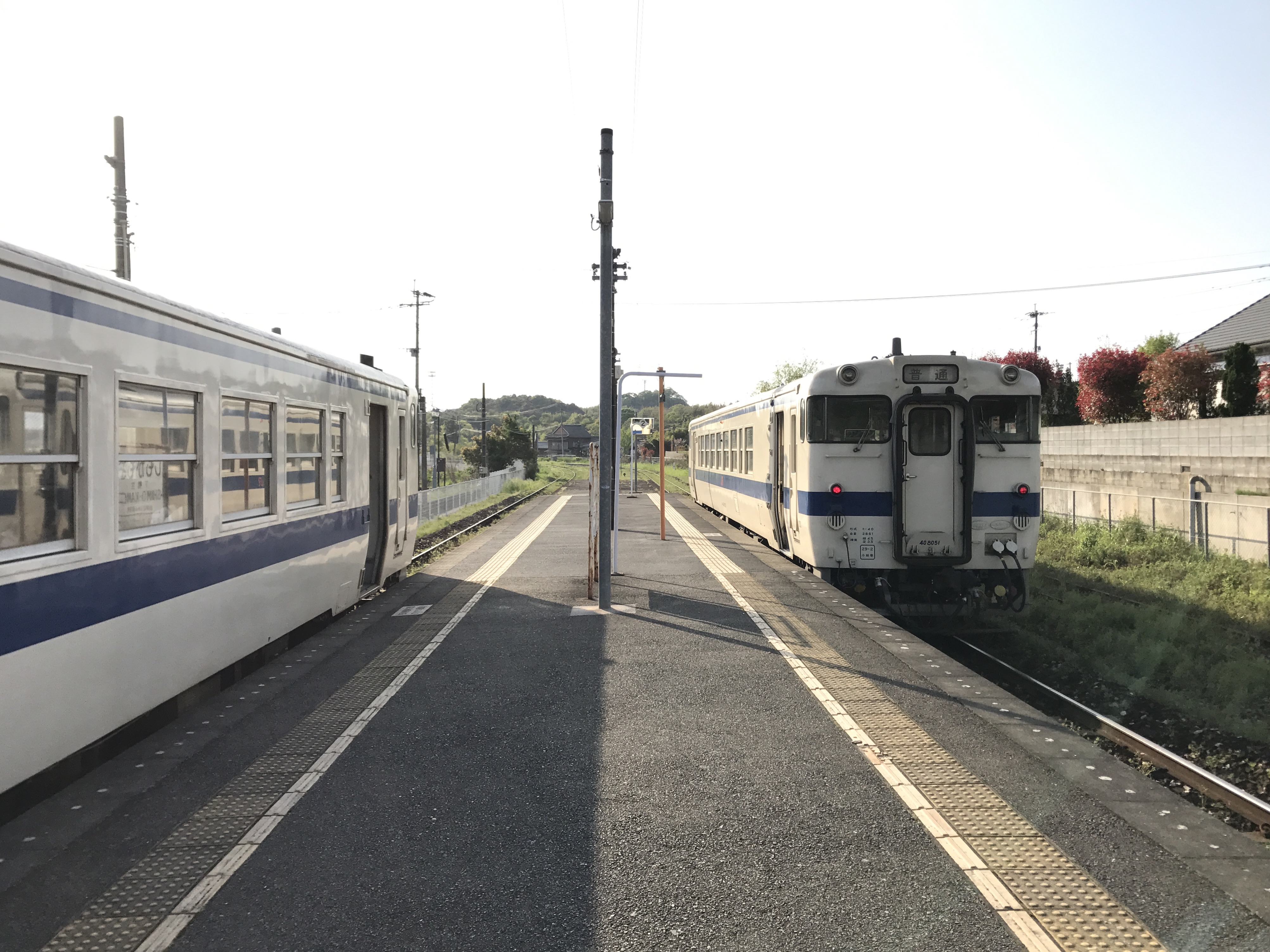
ホーム（2017年4月）
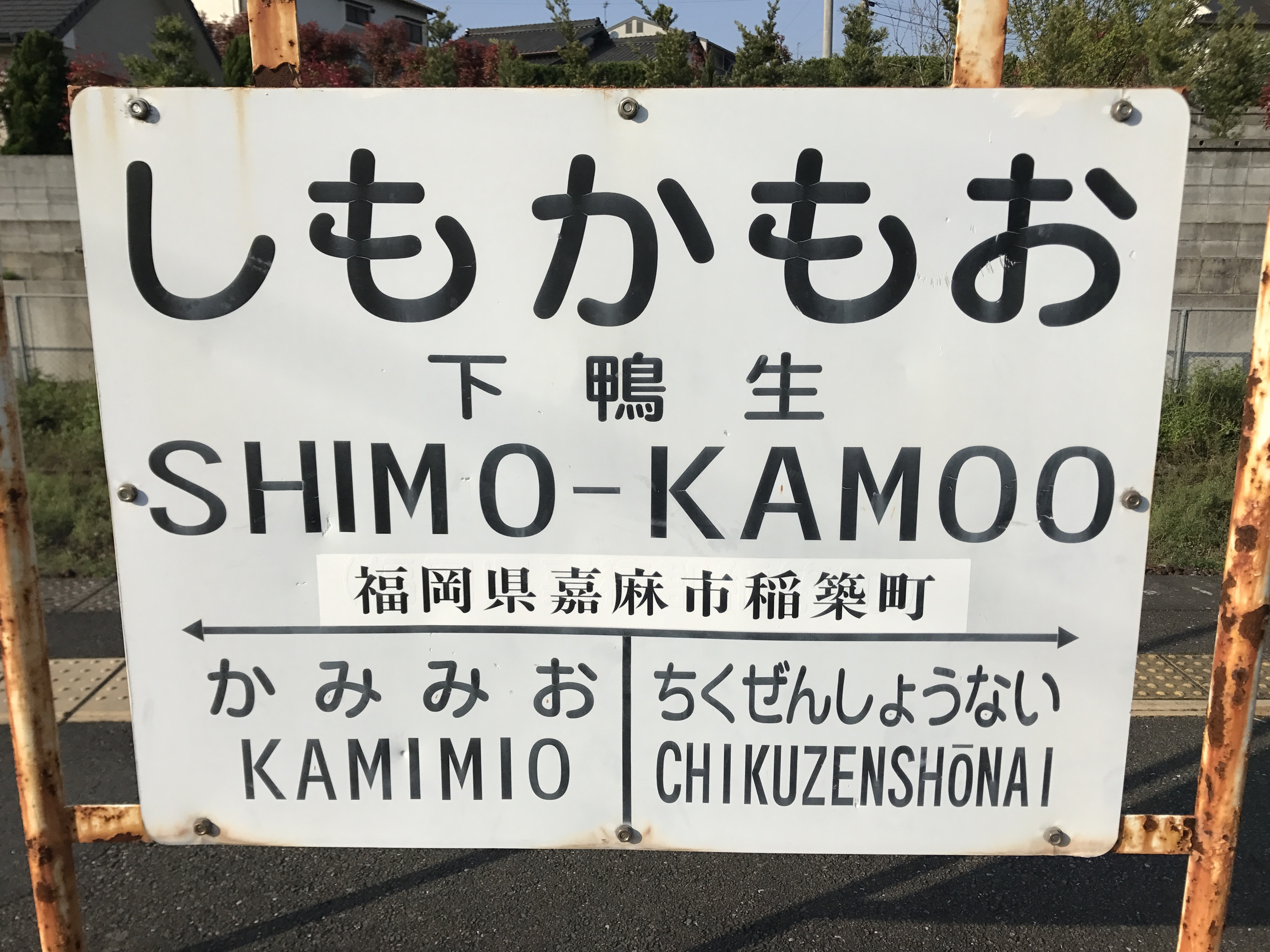
駅名標

## 駅周辺
- 福岡県道402号飯塚山田線
- 福岡県道415号口の原稲築線
- 鴨生専正寺
- 鴨生恵比須神社
- 山上憶良公園
- 旧三井鉱山山野炭鉱ボタ山

## バス路線
駅前駐輪場付近に「下鴨生駅」停留所があり、嘉麻市バスの路線が乗り入れる。
- 嘉麻市バス
  - 稲築桂川線
    - 桂川駅

  - 稲築北回線
    - 嘉麻市役所（本庁舎前）

備考
- 稲築桂川線
  - 年末年始（12月29日 - 翌年1月3日）を除く毎日運行[13]。2019年（平成31年）4月1日から運行を開始した路線である[14]。
- 稲築北回線
  - 日曜・祝日と年末年始（※期間は稲築桂川線と同じ）は運休[13]。左回りと右回りを2便（午前と午後に各1便）ずつ運行する[13]。

## その他
- 1956年（昭和31年）12月20日に所在地名をとって駅名を「赤坂駅」から「下鴨生駅」に変更しているが、これは隣に漆生線の鴨生駅があったため、「下」を冠したものである[独自研究?]。

## 隣の駅
九州旅客鉄道（JR九州）
 後藤寺線
■快速
通過
■普通
上三緒駅 (JJ02) - 下鴨生駅 (JJ03) - 筑前庄内駅 (JJ04)

### かつて存在した路線
日本国有鉄道
漆生線
下鴨生駅 - 鴨生駅